# Festival de cinéma européen des Arcs 2023
Le Festival de cinéma européen des Arcs 2023, 15e édition du festival, se déroule du 16 au 23 décembre 2023.

## Déroulement et faits marquants
Cette 15e édition du festival propose cent films à son programme.
La Flèche de Cristal est décernée au film Slow de Marija Kavtaradze, le Grand prix du jury est décerné à La Salle des profs (Das Lehrerzimmer) de İlker Çatak, et le Prix du Public est décerné au film Le Successeur de Xavier Legrand,.

## Jury

### Longs métrages
- Asghar Farhadi (président du jury) : réalisateur
- Christine Angot : romancière
- Rebecca Marder : actrice
- Irène Drésel : musicienne
- Vincent Lacoste : acteur

### Courts métrages
- Mona Achache (présidente du jury) : réalisatrice
- Patrick Fabre : journaliste
- Fanny Sidney : actrice
- Victor Belmondo : acteur
- Lucie Debay : actrice
- Mees Peijnenburg : acteur

## Sélection

### En compétition
- Animal (2023 Greek film) (en) de Sofía Exárchou  Grèce
- Explanation For Everything (Magyarázat mindenre) de Gábor Reisz  Hongrie
- Holly de Fien Troch  Belgique
- La Salle des profs (Das Lehrerzimmer) de İlker Çatak  Allemagne
- Le Successeur de Xavier Legrand  France
- Quitter la nuit de Delphine Girard  Belgique
- Slow de Marija Kavtaradze  Lituanie
- Sous hypnose (Hypnosen) de Ernst De Geer  Suède
- Sweet Dreams de Ena Sendijarević  Pays-Bas

### Avant-premières
- Bonnard, Pierre et Marthe de Martin Provost  France
- La Ferme des Bertrand de Gilles Perret  France
- La Fille de son père de Erwan Le Duc  France
- La Vie de ma mère de Julien Carpentier  France
- Les Segpa font du ski de Hakim Bougheraba et Ali Bougheraba  France
- Madame Hofmann de Sébastien Lifshitz  France
- Making of de Cédric Kahn  France
- Première Affaire de Victoria Musiedlak  France
- Rosalie de Stéphanie Di Giusto  France
- Sidonie au Japon de Élise Girard  France
- Un silence de Joachim Lafosse  Belgique
- Vermines de Sébastien Vaniček  France
- Vivants de Alix Delaporte  France
- Voyage au pôle Sud de Luc Jacquet  France

### FocusPays-Bas
- Black Book (Zwartboek) de Paul Verhoeven
- Bloody Marie de Guido van Driel et Lennert Hillege
- Borgman de Alex van Warmerdam
- Brimstone de Martin Koolhoven
- La Tortue rouge de Michael Dudok de Wit
- Le jour où j'ai rencontré ma mère (Kiddo) de Zara Dwinger
- Silver Haze de Sacha Polak
- They Call Me Babu de Sandra Beerends

## Palmarès
- Flèche de Cristal : Slow de Marija Kavtaradze
- Grand Prix du Jury : La Salle des profs (Das Lehrerzimmer) de İlker Çatak
- Prix du Public : Le Successeur de Xavier Legrand
- Prix d'Interprétation féminine : Dimitra Vlagkopoulou pour Animal
- Prix d'Interprétation masculine : Gáspár Adonyi-Walsh pour Explanation For Everything
- Prix de la Meilleure musique originale : La Salle des profs (Das Lehrerzimmer)
- Prix de la Meilleure photographie : Le Successeur
- Prix du Jury Jeune : Sweet Dreams de Ena Sendijarević
- Prix Cineuropa : Explanation For Everything de Gábor Reisz
- Prix du meilleur court métrage :